# 1245
Évszázadok: 12. század – 13. század – 14. század
Évtizedek: 1190-es évek – 1200-as évek – 1210-es évek – 1220-as évek – 1230-as évek – 1240-es évek – 1250-es évek – 1260-as évek – 1270-es évek – 1280-as évek – 1290-es évek
Évek: 1240 – 1241 – 1242 – 1243 –  1244 – 1245 – 1246 – 1247 – 1248 – 1249 – 1250

## Események
- István herceget ifjabb királlyá koronázzák és Horvátországot, valamint Dalmáciát kapja tartományként.[1]
- II. Frigyes osztrák herceg hűbéri igényei alátámasztására betör Magyarországra, IV. Béla a cseh királlyal köt szövetséget Frigyes ellen.
- Portugáliában lázadás tör ki II. Sancho király ellen fivére Alfonz herceg támogatására. A király száműzetésbe kerül, helyette Alfonz kormányzóként uralkodik.
- Elkezdődik a westminsteri apátság  keleti szárnyának építése.[2]
- IV. Ince pápa Giovanni da Pian del Carpine vezetésével útnak indítja az első hivatalos katolikus követséget a mongolokhoz; egyrészt, hogy tiltakozzék a  keresztényeket ért támadások ellen, másrészt, hogy információt szerezzen a mongolok erejéről és terveiről.[3]

## Születések
- április 20. – III. (Merész) Fülöp francia király († 1285)